# Routot

Routot este o comună în departamentul Eure, Franța. În 1 ianuarie 2022 avea o populație de 1.659 de locuitori.

## Comune vecine
| La Haye-Aubrée | La Haye-de-Routot |          |
| Éturqueraye    |                   | Hauville |
|                | Rougemontiers     |          |